# نادي مس كرمان
نادي مس كرمان (بالفارسية: باشگاه فوتبال مس کرمان) ، هي نادي رياضي لكرة القدم الإيرانية، أسست عام 1998، تقع مقرها في مدينة كرمان الإيرانية.

## وصلة خارجية
- الموقع الرسمي